# Carl P. Jensen
Pour les articles homonymes, voir Jensen.
Carl Peter Jensen, né le 3 janvier 1906 à Sundby, sur l'île d'Amager (Danemark) et mort le 28 août 1987 à Copenhague (Danemark), est un homme politique danois, membre des Sociaux-démocrates, ancien ministre et ancien député au Parlement (le Folketing).